# Don't Be Shy
«Don't Be Shy» es una canción del DJ neerlandés Tiësto y la cantautora colombiana Karol G, publicado el 12 de agosto de 2021 a través de Atlantic Records como sencillo del álbum de Tiësto Drive (2023). Es la primera canción de Karol G en inglés.

## Recepción de la crítica
Nancy Gomez de EDM Tunes dijo que la pista "viene con un vibra energizante y alegre que brinda la locura a la pista de baile o cualquier evento virtual".

## Videoclip
El video musical fue dirigido por Christian Breslauer, quien también filmó los videoclips de «The Business», «Industry Baby» y «Streets». En el video, el comediante Blake Webber interpreta al conserje de un museo y Karol G baila junto un grupo de bailarines en diferentes escenas de un museo.

## Créditos y personal
Créditos adaptados de Tidal.
- Teemu Brunila - productor, tecladista, programador, escritor
- Tiësto - productor, escritor
- Dave Kutch - maestro
- Rob Kinelski - mezclador
- Karol G - escritor
- Jonas David Kröper - escritor
- Yoshi Breen - escritor

## Posicionamiento en listas
| Listas (2021)                                             | Mejor posición |
| --------------------------------------------------------- | -------------- |
| CEI (Tophit)                                              | 45             |
| Hungría (Single Top 40)                                   | 32             |
| Lituania (AGATA)                                          | 85             |
| Países Bajos (Dutch Top 40)                               | 30             |
| Países Bajos (Mega Single Top 100)                        | 56             |
| Rusia Airplay (Tophit)                                    | 39             |
| México Airplay (Billboard)                                | 1              |
| España (PROMUSICAE)                                       | 84             |
| Suecia (Sverigetopplistan)                                | 81             |
| Estados Unidos Bubbling Under Hot 100 Singles (Billboard) | 24             |
| Estados Unidos Dance/Electronic Songs (Billboard)         | 6              |

## Historial de lanzamientos
| Región | Fecha                    | Formato                      | Discográfica | Ref.             |
| ------ | ------------------------ | ---------------------------- | ------------ | ---------------- |
| Varios | 12 de agosto de 2021     | Descarga digital y streaming | Atlantic     | [ 17 ]           |
| Rusia  | 19 de septiembre de 2021 | Contemporary hit radio       | Sony Music   | [cita requerida] |